# Ниобат кадмия
Ниобат кадмия — неорганическое соединение,
соль кадмия и ниобиевой кислоты с формулой Cd2Nb2O7,
не растворяется в воде.

## Физические свойства
Ниобат кадмия образует кристаллы нескольких модификаций, относящихся к пирохлорам.
При комнатной температуре это кристаллы кубической сингонии,
пространственная группа F d3m,
параметры ячейки a = 1,037 нм.
Не растворяется в воде.